# Зритель (журнал, 1905)
«Зритель» — русский еженедельный литературно-художественный сатирический журнал, издававшийся в Санкт-Петербурге в 1905, 1906 и 1908 годах. Редактором «Зрителя» был Ю. К. Арцыбушев. Выпуск журнала неоднократно останавливался властями, отдельные номера подвергались аресту (всего вышло 39 номеров).

## История
Литературная энциклопедия называет начавший выходить 5 июня 1905 года «Зритель» первым органом политической сатиры в России. Журнал, издававшийся Юрием Арцыбушевым, занимал общедемократические позиции, и значительную часть его материалов составлял юмор, а не сатира, критика властей на первых порах не затрагивала самую верхушку, а само критическое содержание передавалось туманными намёками; например, как пишет Энциклопедический словарь Брокгауза и Ефрона: 
На повторявшиеся так часто избиения обывателей приходилось только намекать картинками (казак, скачущий на коне, с сигнальным рожком в руке, или городовой, производящий на полицейском дворе смотр дворникам и мясникам).
Однако и отдельных остросатирических материалов, которые могли рассматриваться как призывы к свержению существующего строя, оказалось достаточно, чтобы привлечь пристальное внимание цензуры. Отдельные номера журнала подвергались аресту, а 2 октября 1905 года его выпуск и вовсе был запрещён, а сам Арцыбушев заключён под арест. Читатели в свою очередь восприняли появление журнала восторженно, и тираж отдельных номеров доходил до ста тысяч. Выпуск «Зрителя» был возобновлён 30 октября, после появления октябрьского манифеста, и неподцензурные номера содержали больше открытых острых выпадов против властей.
В декабре 1905 года «Зритель» был закрыт вторично. В 1906 году вместо него в короткие периоды времени выходили периодические издания «Маски» (9 номеров), «Журнал», «Альманах». Издание самого «Зрителя» возобновлялось с перерывами в 1906 (2 номера) и 1908 годах, и в общей сложности вышли в свет 39 номеров журнала, после усиления реакции определявшего своё направление как «Литературно-художественный сатирический журнал».

## Сотрудники
Редактором и издателем журнала был Юрий Константинович Арцыбушев. В редакцию входили Г. Е. Гинц, И. Я. Каган, Н. И. Фалеев. Среди сотрудников литературно-художественного отдела были писатели Алексей Чапыгин, Фёдор Сологуб, поэт Дмитрий Цензор. С художественным отделом сотрудничали Евгений Лансере, Дмитрий Митрохин, Николай Шестопалов. В журнале также публиковались поэты Василий Башкин, Владимир Лихачёв, Александр Рославлев, Ольга Чюмина, Саша Чёрный и художник Сергей Чехонин, бывший издателем журнала «Маски», в 1906 году выходившего вместо «Зрителя».